# لوكالسيلاسي الأول
الحاكم السومري لوكالسيلاسي الأول في السومرية:𒈗𒋻𒋛.(توفي عند حوالي العام 2445 ق.م) كان القائم بالحكم على وقت غير دقيق خلال فترة عصر فجر السلالات، تقريبًا في (2500-2350) قبل الميلاد. إضافة إلى حكمه في عهد إياناتوم، وأكورجال، وأوش، إي-إيجينيمباي، وإيكون ماري. سبقه في الحكم لمدينة أوروك الملك لوكالنامنيرشوما. ثم خلفه ميسكالامدوك كملك كيش العظيم.